# Katerine Caron
Pour les articles homonymes, voir Caron.
Katerine Caron est née à Québec en 1967. Elle est romancière et poétesse.

## Biographie
Katerine Caron est détentrice d'une maîtrise en lettres à l'Université McGill. Elle fait son mémoire sur la poésie d'Hector de Saint-Denys Garneau. Ce mémoire s'intitule La lumière dans la poésie de Saint-Denys Garneau[réf. à confirmer].
En 2004, elle publie un roman intitulé Vous devez être heureuse aux Éditions du Boréal. Elle enchaîne, avec deux recueils de poésie parus chez les Éditions du Noroît : Cette heure n'est pas seule en 2006, et Encore vivante en 2008.
En 2019, elle fait un retour dans l'actualité littéraire en publiant Pourquoi m'enfermez-vous ici ? chez Leméac.
Elle a également fait de l'improvisation. Elle a participé à des événements d'improvisation au Théâtre Sainte-Catherine, à Impro Montréal, ainsi qu'au Rocambolesque.

## Œuvres

### Roman
- Vous devez être heureuse, Montréal, Éditions Boréal, 2004, 290 p.  (ISBN 9782764602966)
- Pourquoi m'enfermez-vous ici ?, Montréal, Leméac, 2019, 249 p.  (ISBN 9782760948181)

### Poésie
- Cette heure n'est pas seule, Montréal, Éditions du Noroît, 2006, 89 p.  (ISBN 9782890185661)
- Encore vivante, Montréal, Éditions du Noroît, 2008, 47 p.  (ISBN 9782890186262)

## Prix et récompenses
- 2004 : Finaliste au Prix du Gouverneur général du Canada (pour Vous devez être heureuse)[4],[5]